# Csángótelep
Gyertyános-Csángótelep vagy egyszerűen Csángótelep (románul: Cărpinenii) falu Romániában Kovászna megyében. A falu a megye legkisebb települése, Esztelnek községhez tartozik. A Csíki-havasok és a Nemere-hegység között fekszik.

## Története
A Lassúág patak forrásvidékét a Gyimesi csángók népesítették be 1935-től. Az 1960-as években 18 család lakta, akik önerőből iskolát is építettek. Az 1970-es években lakossága elérte a 80 főt.
A nyolcvanas évek derekára a gyertyánosi csángó tanyavilág megszűnt, az egykori színmagyar falvacska mára már szinte teljesen elnéptelenedett. 2011-es népszámláláskor 3 lakos volt ide bejelentve. Egykori házait nyári szállásoknak használják. Az iskola épülete a kilencvenes évek közepétől a sepsiszentgyörgyi Nemere Természetjáró Kör erdei iskolájaként működik az értékes lápvidéken, újabban iskolások, természetbarátok nyári kalandozásait szolgálja.

## Látnivalók
- Ezeréves erdő
- Lassúági természetvédelmi láp
- Asztagkő

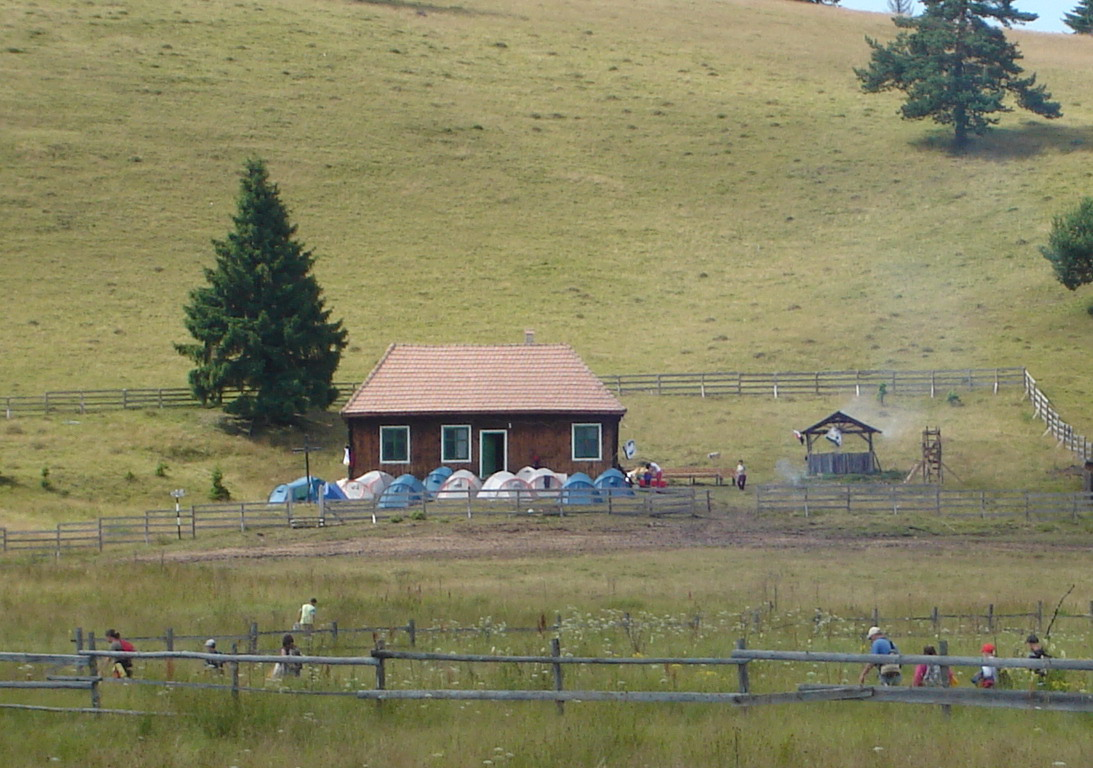
A gyertyánosi iskola